# Federico Rubio Álvarez
Carlos Rubio Álvarez (Benavides de Órbigo, 3 de diciembre de 1862-Talavera de la Reina, 25 de julio de 1936), más conocido por su nombre religioso Federico Rubio Álvarez, fue un sacerdote católico español, de la Orden Hospitalaria de San Juan de Dios, fusilado durante la Guerra Civil de España. Es considerado mártir y venerado como beato en la Iglesia católica.

## Biografía
Carlos Rubio Álavarez nació en Benavides de Órbigo, provincia de León (España) el 3 de diciembre de 1862. Ingresó en la Orden Hospitalaria de San Juan de Dios, donde al hacer su profesión cambió su nombre por Federico. Realizó sus estudios de teología en la Pontificia Universidad Gregoriana. Fue ordenado sacerdote en 1899 y ocupó los siguientes cargos: superior de las comunidades de Gibraltar, Granada y San Rafael (Madrid), maestro de novicios, provincial de España y director espiritual de las Escolanías de Ciempozuelos y de Talavera de la Reina.
Al estallar la guerra civil, Federico se encontraba en Talavera de la Reina, junto a todos los miembros de la Escolanía, fue arrestado el 25 de julio de 1936, se le sentenció a muerte y fue fusilado a las afueras del municipio. A causa de los numerosos impactos de bala y golpes su cara quedó totalmente desfigurada. El sacerdote contaba con 74 años de edad.

## Culto
En 1946, los restos de Federico Rubio y los de sus compañeros, con motivo de la apertura del proceso de beatificación, fueron exhumados en la capilla-panteón de los hospitalarios de Ciempozuelos. Su nombre se encuentra a la cabeza de la causa de los 70 mártires hospitalarios de España del siglo XX. Fue beatificado, junto con sus compañeros, por el papa Juan Pablo II el 25 de octubre de 1992.
La memoria de Federico Rubio es recordada en el Martirologio romano el 25 de julio, el 20 es recordada en el calendario propio de los hospitalarios y el 6 de noviembre es celebrado en una misma fiesta con todos los mártires de España. Sus reliquias se veneran en la iglesia del Hospital San Juan de Dios de Ciempozuelos (Madrid).